# Бейер, Сэмюэль
Сэмюэль Дэвид Бейер (англ. Samuel David Bayer, родился 17 февраля 1965) — американский оператор и режиссёр в сфере кино, рекламы и музыкального видео.

## Биография
Бейер родился в Сиракьюс, штат Нью-Йорк. Выпускник «Нью-Йоркской Школы визуальных искусств» 1987 года, имеет учёную степень по изящным искусствам. Переехал в Лос-Анджелес в 1991 году, став популярным режиссёром видеоклипов в эпоху альтернативного рока.

## Карьера
Снял видео для таких популярных музыкантов, как The Strokes, Nirvana, Hole и Green Day. Бейер уверяет, что его выбрали для съёмок клипа на «Smells Like Teen Spirit», потому что его пробы были просто ужасными. Выиграл премию «MTV Video Music Award» за лучшую режиссуру в 2005 и 2007 годах.
За некоторые работы в области рекламы, Бейер выиграл премию «Clio Awards». Снимал ролики для Coca-Cola, Toyota, Intel, Cadillac, Acura, Nissan, Mercedes-Benz, Pepsi Cola, Lincoln Aviator, Sony, армии США и Jeep. Его реклама для Nike выиграла премию «Association of Independent Commercial Producers Award» за лучшую режиссуру в 1997 году.
Компании «New Line Cinema» и «Platinum Dunes» выбрали его для постановки ремейка классического фильма ужасов «Кошмар на улице Вязов». В марте 2010 года объявил, что снимет только один фильм новой серии, хотя ему предлагали поставить и сиквел. По словам Бейера, его следующие проекты — постановка фильма «Fiasco Heights» или экранизация одного из комиксов.

## Видеография

### 1991
- Nirvana — «Smells Like Teen Spirit»
- Ozzy Osbourne — «Mama, I’m Coming Home»

### 1992
- Iron Maiden — «Wasting Love»
- Blind Melon — «Tones of Home»
- Blind Melon — «No Rain»
- The Ramones — «Poison Heart»
- Suicidal Tendencies — «Nobody Hears»
- Public Image Ltd. — «Covered»
- The Wonderstuff — «On the Ropes»
- John Lee Hooker — «This Is Hip»
- The Jesus and Mary Chain — «Far Out & Gone»
- The Jesus and Mary Chain — «Almost Gold»
- Robbie Robertson — «Go Back to Your Woods»

### 1993
- Пэт Бенатар — «Somebody’s Baby»
- Мелисса Этеридж — «Come to My Window»
- Candlebox — «You»
- Rush — «Stick It Out»
- Buffalo Tom — «I’m Allowed»
- The Charlatans — «I Don’t Want to See the Sights»
- The Charlatans — «Weirdo»
- NOFX — «Bob»

### 1994
- Sybil Vane — «Pixy»
- Corrosion of Conformity — «Albatross»
- Cracker — «Nothing to Believe In»
- The Devlins — «Someone to Talk To»
- Melissa Etheridge — «If I Wanted To»
- Fishbone — «Unyielding Conditioning»
- Fishbone — «Servitude»
- Tears for Fears — «Elemental»
- Blind Melon — «Change»
- Toad the Wet Sprocket — «Fall Down»
- The Cranberries — «Zombie»
- Hole — «Doll Parts»
- Eve’s Plum — «Die Like Someone»
- The Offspring — «Gotta Get Away»

### 1995
- Collective Soul — «Breathe»
- All — «Million Bucks»
- The Cult — «Star»
- The Cranberries — «Ode to My Family»
- The Cranberries — «I Can’t Be With You»
- The Cranberries — «Ridiculous Thoughts»
- The The — «I Saw the Light»
- Garbage — «Vow»
- Redial — «St. Jimmy»
- The Smashing Pumpkins — «Bullet with Butterfly Wings»
- David Bowie — «The Hearts Filthy Lesson»
- David Bowie — «Strangers When We Meet»

### 1996
- Sheryl Crow — «Home»
- Garbage — «Only Happy When It Rains»
- Garbage — «Stupid Girl»
- Metallica — «Until It Sleeps»
- The Afghan Whigs — «Honky’s Ladder»
- John Mellencamp — «Just Another Day»
- Cracker — «I Hate My Generation»

### 1997
- The Rolling Stones — «Anybody Seen My Baby?»
- LL Cool J — «Father»

### 1998
- The Rolling Stones — «Saint of Me»
- Sheryl Crow — «My Favorite Mistake»
- John Mellencamp — «Your Life Is Now»

### 1999
- Everlast — «Ends»
- Marilyn Manson — «Coma White»
- Marilyn Manson — «Rock Is Dead»
- Natalie Imbruglia — «Identify»
- Robbie Williams — «Angels»

### 2000
- Lenny Kravitz — «Black Velveteen»
- Marilyn Manson — «Disposable Teens»

### 2001
- Blink-182 — «Stay Together for the Kids»
- Aerosmith — «Sunshine»
- Lenny Kravitz — «Dig In»

### 2002
- Papa Roach — «Time and Time Again»

### 2003
- Good Charlotte — «Hold On»

### 2004
- Green Day — «American Idiot»
- Green Day — «Boulevard of Broken Dreams»

### 2005
- Green Day — «Holiday»
- Green Day — «Wake Me Up When September Ends»
- Green Day — «Jesus of Suburbia»
- Green Day — «Bullet in a Bible» (DVD-концерт)

### 2006
- The Strokes — «Heart in a Cage»
- The Strokes — «You Only Live Once»
- My Chemical Romance — «Welcome to the Black Parade»
- My Chemical Romance — «Famous Last Words»

### 2007
- Justin Timberlake — «What Goes Around... Comes Around»
- Good Charlotte — «Keep Your Hands off My Girl»
- Green Day — «Working Class Hero»

## Фильмография
2010: Кошмар на улице Вязов